# (12) Victoria
(12) Victoria ist ein Asteroid des inneren Hauptgürtels, der am 13. September 1850 vom englischen Astronomen John Russell Hind am George Bishop’s Observatory in London entdeckt wurde.
Der Asteroid wurde benannt nach der römischen Siegesgöttin Victoria, vielleicht in bewusster Anspielung auf die seinerzeit regierende Königin von England. Die entsprechende griechische Göttin Nike, Tochter des Titanen Pallas und der Styx, wurde etwa 40 Jahre später auch dem Asteroidenhimmel hinzugefügt. Das früher für den Asteroiden verwendete Symbol  wurde beschrieben als „… ein Stern mit einem Lorbeerzweige.“ Über die Namensgebung kam es zu einer berühmten Kontroverse, da einige Astronomen Einwände gegen die Verwendung des Namens eines regierenden Herrschers erhoben. Benjamin Apthorp Gould, Herausgeber des Astronomical Journal, wählte daher Clio, einen alternativen Namen, der vom Entdecker vorgeschlagen wurde. William Cranch Bond vom Harvard-College-Observatorium war aber der Ansicht, dass die mythologische Bedingung erfüllt und der Name gerechtfertigt sei, eine Meinung, der die große Mehrheit der Astronomen zustimmte.

## Wissenschaftliche Auswertung
Mit Daten radiometrischer Beobachtungen im Infraroten am Cerro Tololo Inter-American Observatory in Chile im Jahr 1974 sowie am Kitt-Peak-Nationalobservatorium in Arizona im September 1975 wurden für (12) Victoria erstmals Werte für den Durchmesser und die Albedo von 117 oder 142 km und 0,13 oder 0,09 bestimmt. Bei radarastronomischen Untersuchungen am Arecibo-Observatorium vom 29. September bis 5. Oktober 1982 und vom 19. bis 21. August 1989 bei 2,38 GHz wies (12) Victorias ungewöhnliche Radarsignatur auf eine ausgeprägte Konkavität hin, die Gesamtform des Asteroiden blieb jedoch noch weitgehend unbekannt. Aus Ergebnissen der IRAS Minor Planet Survey (IMPS) wurden 1992 Angaben zu Durchmesser und Albedo für zahlreiche Asteroiden abgeleitet, darunter auch (12) Victoria, für die damals Werte von 112,8 km bzw. 0,18 erhalten wurden. Aus einer Speckle-Interferometrie mit dem Telescopio Nazionale Galileo am Roque-de-los-Muchachos-Observatorium auf La Palma am 29. und 30. September 2002 wurde für (12) Victoria ein Durchmesser von etwa 133 km abgeleitet. Es wurden dabei keine Anzeichen für eine Binarität gefunden. Eine Auswertung von Beobachtungen durch das Projekt NEOWISE im nahen Infrarot führte 2011 zu vorläufigen Werten für den Durchmesser und die Albedo im sichtbaren Bereich von 126,6 km bzw. 0,14. Ein Vergleich von Daten, die von 1978 bis 2011 an der Sternwarte Ondřejov in Tschechien und am Table Mountain Observatory in Kalifornien gesammelt wurden, mit den Daten von NEOWISE ergab 2012 Werte für den Durchmesser und die Albedo von 127,3 km bzw. 0,16. Nach neuen Messungen mit NEOWISE wurden die Werte 2014 auf 115,1 km bzw. 0,16 korrigiert.
Eine spektroskopische Untersuchung von 820 Asteroiden zwischen November 1996 und September 2001 am La-Silla-Observatorium in Chile ergab für (12) Victoria eine taxonomische Klassifizierung als D-Typ.

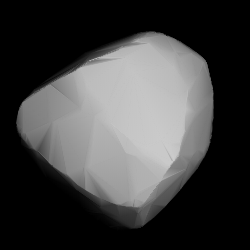
Berechnetes 3D-Modell von (12) Victoria

Photometrische Beobachtungen von (12) Victoria fanden erstmals statt vom 24. September bis 21. Dezember 1968 am Osservatorio Astronomico di Collurania-Teramo in Italien. Aus den aufgezeichneten Lichtkurven wurde eine Rotationsperiode von 8,654 h abgeleitet. Es wurde auch eine Abschätzung für den Durchmesser, die Masse und die Position der Rotationsachse versucht, der Drehsinn konnte aber nicht sicher bestimmt werden. Weitere Beobachtungen am gleichen Ort erfolgten vom 21. Juni bis 16. Juli 1971, auch hier passten die Messwerte zu der zuvor bestimmten Periode, dies galt auch für eine Messung am 14. Juni 1971 am Kitt-Peak-Nationalobservatorium.
Aus den archivierten Lichtkurven der Jahre 1968 und 1971 wurde dann in einer Untersuchung von 1990 ein verbesserter Wert für die Rotationsperiode von 8,662 h berechnet. Zu dieser Periode passte auch die nachträgliche Auswertung von Beobachtungen am 28. November und 12. Dezember 1986 am Osservatorio Astronomico di Torino in Italien. In dieser Untersuchung von 1995 wurden in Verbindung mit den archivierten Daten von 1968 und 1971 auch zwei alternative Lösungen für die Position der Rotationsachse mit prograder Rotation berechnet, die völlig von der früheren Abschätzung abwichen. Weitere photometrische Messungen des Asteroiden vom 2. bis 6. August 1996 am Osservatorio Astrofisico di Catania in Italien führten in der Auswertung zu einer Rotationsperiode von 8,686 h.
Mit den von 1968 bis 1990 archivierten Daten aus dem Uppsala Asteroid Photometric Catalogue (UAPC) wurde in einer Untersuchung von 2003 erstmals ein dreidimensionales Gestaltmodell des Asteroiden für eine Position der Rotationsachse mit prograder Rotation und eine Periode von 8,6599 h bestimmt. Das Modell wies leicht unregelmäßige Merkmale auf. Um weitere Daten zur Berechnung von Gestaltmodellen mit der Methode der konvexen Inversion zu liefern, erfolgten am Organ Mesa Observatory in New Mexico zwei Beobachtungskampagnen: Vom 6. Januar bis 13. Februar sowie vom 28. Februar bis 30. März 2013. Aus den kombinierten Daten aus sieben Nächten wurde eine Rotationsperiode von 8,661 h abgeleitet. Einen Wert von 8,64 h lieferten Messungen vom 18. bis 24. September 2014 am Holtsville Observatory im Staat New York.
Die Auswertung von 53 vorliegenden Lichtkurven und weiteren Daten der Lowell Photometric Database führte in einer Untersuchung von 2016 erneut zur Erstellung eines dreidimensionalen Gestaltmodells mit einer eindeutigen Rotationsachse, allerdings mit retrograder Rotation, und einer Periode von 8,66034 h. Mit dem neuen Algorithmus All-Data Asteroid Modeling (ADAM) wurde 2017 ein Gestaltmodell erstellt, das alle verfügbaren photometrischen Daten in Verbindung mit hochaufgelösten Infrarot-Aufnahmen des Keck-II-Teleskops auf Hawaiʻi vom Juni 2003 und Juni 2010 gut reproduziert. Für die Rotationsachse wurde eine eindeutige und verbesserte Position mit retrograder Rotation und eine Periode von 8,66034 h bestimmt, während für die Größe ein volumenäquivalenter Durchmesser von 115 ± 3 km abgeleitet wurde.
Zwischen 2012 und 2018 wurden mit der All-Sky Automated Survey for Supernovae (ASAS-SN) auch photometrische Daten von 20.000 Asteroiden aufgezeichnet. Auf mehr als 5000 davon konnte erfolgreich die Methode der konvexen Inversion angewendet werden, darunter auch (12) Victoria, für die in einer Untersuchung von 2021 ein verbessertes dreidimensionales Gestaltmodell für eine Rotationsachse mit prograder Rotation und einer Periode von 8,6604 h berechnet wurde.

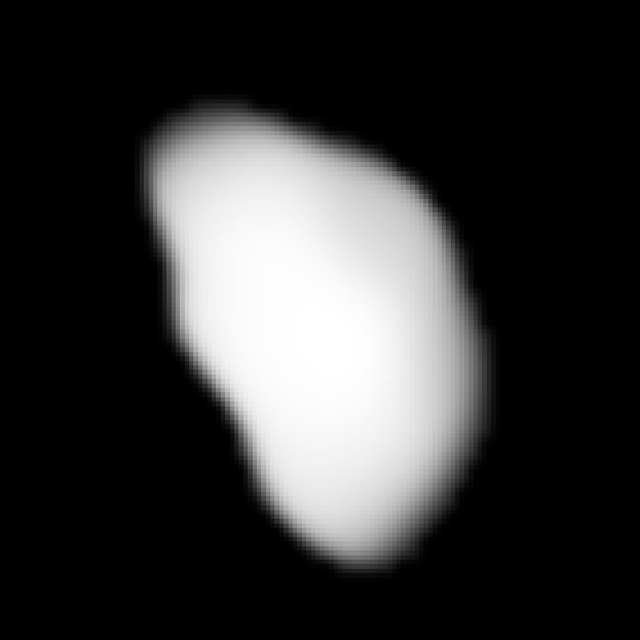
Aufnahme von (12) Victoria durch das Very Large Telescope (VLT) am 8. November 2018

Abschätzungen von Masse und Dichte für den Asteroiden (12) Victoria aufgrund von gravitativen Beeinflussungen auf Testkörper ergaben in einer Untersuchung von 2012 eine Masse von etwa 2,45·1018 kg, was mit einem angenommenen Durchmesser von etwa 124 km zu einer Dichte von 2,45 g/cm³ führte bei einer Porosität von 19 %. Diese Werte besitzen eine Unsicherheit im Bereich von ±27 %. Ein umfangreiches Programm der Europäischen Südsternwarte (ESO) zielte darauf ab, die 3D-Form und damit die Dichte von großen Hauptgürtel-Asteroiden zu ermitteln, um ihre Entstehung und Entwicklung besser zu belegen. Es wurden dazu mit dem adaptiven Optikinstrument SPHERE des Very Large Telescope (VLT) am Paranal-Observatorium in Chile hochauflösende Bilder von 42 großen (D > 100 km) Hauptgürtel-Asteroiden aufgenommen, darunter auch (12) Victoria. Neben hochaufgelösten Bildern des Asteroiden konnten in der finalen Auswertung 2022 unter anderem folgende Daten erfasst werden:
- Mittlerer Durchmesser 116 ± 2 km
- Abmessungen in drei Achsen (140 × 116 × 96) km
- Masse 2,7·1018 kg
- Dichte 3,4 g/cm³
- Albedo 0,17
- Rotationsperiode 8,66035 h
- Position der Rotationsachse mit retrograder Rotation

## Victoria-Familie
(12) Victoria ist namensgebendes und größtes Mitglied einer Asteroidenfamilie mit ähnlichen Bahneigenschaften, wie eine Große Halbachse von 2,29–2,48 AE, eine Exzentrizität von 0,17–0,20 und eine Bahnneigung von 8,3°–9,9°. Taxonomisch handelt es sich um Asteroiden der Spektralklasse C, S und L, die mittlere Albedo liegt bei 0,11. Der Victoria-Familie wurden im Jahr 2019 etwa 500 Mitglieder zugerechnet.